# Baisy-Thy
Baisy-Thy is een plaats in de Belgische provincie Waals-Brabant en een deelgemeente van Genepiën (Genappe). Baisy-Thy ligt ruim twee kilometer ten zuidoosten van het stadscentrum van Genepiën.

## Geschiedenis
Sommige bronnen beweren dat Godfried van Bouillon is geboren op het kasteel van Baisy in 1060. De heerlijkheid Thy was eigendom van de graaf van Boulogne-sur-Mer. Ida van Verdun, de moeder van Godfried, schonk dit landgoed aan het kapittel van de abdij van Nijvel.
Op het eind van het ancien régime werden Baisy en Thy beide een gemeente. In 1811 werden beide gemeentes alweer opgeheven en samengevoegd tot de nieuwe gemeente Baisy-Thy. Op 1 januari 1977 werd Baisy-Thy deel van de nieuwe fusiegemeente Genappe.

## Bezienswaardigheden
- De Sint-Hubertuskerk  (Église Saint-Hubert) ligt in Basy en is een classicistish kerkgebouw van 1763.
- Het Kasteel van Thy is een aan de Dijle gelegen kasteel heeft een bijna blinde muur die voorzien is van twee torens welke elk een toegangspoort bevatten en de jaartallen 1615 en 1774 dragen. Het kasteel werd herbouwd in 1769.

## Natuur en landschap
Thy ligt aan de Dijle en omvat slechts het kasteel. Basy ligt zuidelijker. De hoogte aan de kerk bedraagt 132 meter.

## Demografische ontwikkeling
- Bron: NIS; Opm:1831 t/m 1970=volkstellingen; 1976=inwoneraantal op 31 december

## Politiek
Baisy-Thy had een eigen gemeentebestuur en burgemeester tot de fusie van 1977. Burgemeesters van Baisy-Thy waren:
- 1818-1837 : Jean-Justin Huys de Thy
- 1837-1865 : Pierre Dubois
- 1888-1895 : Dominique Brunard
- 1904-1939 : Edouard Charles Brunard
- 1947-1976 : Roger Pilloy

## Geboren
- Dominique Jonet (1816 - 1872), politicus
- Roger Pilloy (1914 - 2001), politicus

## Nabijgelegen kernen
Ways, Genappe, Sart-Dames-Avelines, Frasnes-lez-Gosselies